# Paramblymora sarasini
Paramblymora sarasini là một loài bọ cánh cứng trong họ Cerambycidae.